# Mikel Zarrabeitia
Mikel Zarrabeitia Uranga (Abadiño, 14 maggio 1970) è un ex ciclista su strada spagnolo di origine basca, professionista dal 1991 al 2003.
È fratello di Juan Antonio Zarrabeitia, anch'egli ex ciclista.

## Carriera
Nel corso della sua carriera è riuscito ad ottenere un secondo posto alla Vuelta a España nel 1994 dietro a Tony Rominger. Una serie di infortuni ne ha limitato tuttavia il prosieguo della carriera: nel 1995 fu operato alla schiena, mentre nel 2000, durante una tappa proprio della Vuelta a España, perse una falange nell'intento di manipolare il contachilometri della sua bicicletta.
Fra i risultati ottenuti si annoverano la vittoria della Klasika Primavera nel 1997 (nel 1992 fu invece secondo) e della Bicicletta Basca del 2002, il terzo posto nella classifica generale della Vuelta al País Vasco del 1992, il secondo nella Vuelta a Aragón del 1997, il terzo nel Giro di Catalogna del 1997 e il secondo nel 2001 nella Vuelta a Murcia.

## Palmarès
- 1992 (Amaya Seguros, due vittorie)

2ª tappa Vuelta a La Rioja
Classifica generale Vuelta a La Rioja
- 1997 (ONCE, tre vittorie)

Klasika Primavera
Trofeo Comunidad Foral de Navarra
3ª tappa Vuelta a Aragón
- 2001 (ONCE-Eroski, una vittoria)

1ª tappa Bicicletta Basca
- 2002 (ONCE-Eroski, tre vittorie)

4ª tappa b Bicicletta Basca
Classifica generale Bicicletta Basca
Prueba Villafranca de Ordizia

### Altri successi
- 2002 (ONCE-Eroski)

3ª tappa Vuelta a Burgos (cronosquadre)

## Piazzamenti

### Grandi Giri
- Giro d'Italia

1999: 29º
- Tour de France

1997: ritirato (16ª tappa)
- Vuelta a España

1993: 12º
1994: 2º
1996: 31º
1997: 40º
1998: 36º
1999: 11º
2000: ritirato (11ª tappa)
2001: 25º
2002: 21º